# Pectis incisifolia
Pectis incisifolia là một loài thực vật có hoa trong họ Cúc. Loài này được I.M.Johnst. mô tả khoa học đầu tiên năm 1940.